# Let Me in Your Life
Let Me In Your Life è un album della cantante soul statunitense Aretha Franklin, pubblicato nel 1974.

## Tracce
1. Let Me in Your Life (Bill Withers)
2. Every Natural Thing (Eddie Hinton)
3. Ain't Nothing like the Real Thing (Nickolas Ashford, Valerie Simpson)
4. I'm in Love (Bobby Womack)
5. Until You Come Back to Me (That's What I'm Gonna Do) (Clarence Paul, Stevie Wonder, Morris Broadnax)
6. The Masquerade is Over (Herbert Magidson, Allie Wrubel)
7. With Pen In Hand
8. Oh Baby
9. Eight Days On the Road (Michael Gayle, Jerry Ragovoy)
10. If You Don't Think (Aretha Franklin)
11. A Song For You

## Formazione
- Aretha Franklin - voce, pianoforte, Fender Rhodes
- Willie Weeks - basso
- Rick Marotta - batteria
- Cornell Dupree - chitarra
- Eumir Deodato - pianoforte, Fender Rhodes
- Chuck Rainey - basso
- Bernard Purdie - batteria
- Bob James - tastiera, organo Hammond
- Richard Tee - pianoforte, Fender Rhodes, sintetizzatore, organo Hammond
- Hugh McCracken - chitarra
- Arif Mardin - percussioni
- Stanley Clarke - basso
- Ken Bichel - sintetizzatore
- Ralph MacDonald - percussioni
- David Spinozza - chitarra
- Donny Hathaway - tastiera, pianoforte, Fender Rhodes
- Pancho Morales - percussioni
- Ernie Royal - tromba
- Joe Farrell - sassofono tenore, flauto
- Margaret Branch, Ann S. Clark, Sylvia Shemwell, Myrna Smith, Judy Clay, Cissy Houston, Gwen Guthrie, Deirdre Tuck Corley - cori

Note aggiuntive
- Arif Mardin - produttore
- Jerry Wexler - produttore